# Тиморский демократический союз
Тиморский демократический союз (порт. União Democrática Timorense, UDT) — восточнотиморская правая консервативная партия, старейшая в стране. Активно участвовала в политической борьбе 1974—1975, поддерживала индонезийскую оккупацию. В независимом Тимор-Леште — правоконсервативная оппозиция. Массовой поддержкой не пользуется, в парламенте не представлена.

## Контекст создания
После Революции гвоздик 25 апреля 1974 года новые власти Португалии начали процесс предоставления независимости португальским колониям. Деколонизация коснулась и Португальского Тимора. Наибольшей поддержкой населения пользовалось леворадикальное марксистское движение ФРЕТИЛИН, выступавшее за ускоренное обретение независимости.
Такая перспектива не устраивала значительную часть восточнотиморского общества. В то же время даже правые силы в большинстве своём были противниками присоединения к Индонезии, за которое ратовала партия АПОДЕТИ. Оптимальным вариантом представлялось сохранение португальского суверенитета в рамках автономии. Эту позицию выразила партия Тиморский демократический союз (UDT, УДТ). Учреждение партии состоялось 11 мая 1974 года — на несколько дней раньше, чем формальное конституирование ФРЕТИЛИН и АПОДЕТИ.

## Состав и позиция
Учредителями партии выступили 23 человека. Организующую роль приняли братья Каррашсалан — Мариу, Мануэл, Жуан — сыновья общественного деятеля и агробизнесмена Мануэла Каррашсалана-старшего, португальского анархиста, сосланного на Тимор за участие в террористическом подполье.
Мариу Каррашсалан владел кофейной плантацией и возглавлял восточнотиморское сельскохозяйственное ведомство. Мануэл Каррашсалан был общественным активистом и политиком центристского толка. Жуан Каррашсалан руководил местным ведомством картографии. К УДТ примыкали консервативно настроенные землевладельцы, фермеры, коммерсанты, представители интеллигенции, административные служащие. Среди них были крупные чиновники — например, мэр Дили Сезар Аугусту да Кошта Моузинью.
Предполагалось, что первым председателем УДТ станет Мариу Каррашсалан. Однако демократические власти Португалии настояли на его замене, поскольку он считался тесно связанным с прежним режимом. Пост председателя занял издатель проправительственной газеты A Voz de Timor Франсишку Шавьер Лопеш да Круш. Его заместителем стал Сезар да Кошта Моузинью, генеральным секретарём — политолог Домингуш Оливейра. Политическую комиссию возглавил юрист и преподаватель Мойшеш да Кошта Амарал.
УДТ выступал за федерацию Португалии и Восточного Тимора. Такая позиция обосновывалась мнением о неспособности региона к самостоятельному развитию и жёстким неприятием социалистических взглядов тогдашнего ФРЕТИЛИН. Опасения вызывала также перспектива индонезийской аннексии, которая, как предвидели лидеры УДТ, обернётся жёстким оккупационным режимом. Предприниматели, состоящие в УДТ, не имели тесных связей с Индонезией и были заинтересованы в торговле с португалоязычными странами.
Программа УДТ содержала принципы правового порядка, защиты частной собственности и парламентской демократии. В целом партийная доктрина характеризовалась как правоконсервативная.

## Коалиция и разрыв с ФРЕТИЛИН
К началу 1975 стала очевидной необратимость деколонизации. Послание УДТ с предложением федеративного устройства было направлено президенту Португалии Антониу ди Спиноле, но не вызвало отклика. Кроме того, в Португалии того периода были сильны коммунисты и прочие леворадикалы. Восточнотиморская консервативная элита не могла опереться на поддержку Лиссабона.
В этих условиях руководство УДТ поддержало требование независимости и вступило в коалицию с ФРЕТИЛИН. Расчёт делался на совместное противостояние проиндонезийской АПОДЕТИ и на стимулирование умеренных тенденций ФРЕТИЛИН. Кроме того, Жуан Каррашсалан был женат на младшей сестре одного из лидеров ФРЕТИЛИН Жозе Рамуш-Орты — политический альянс дополнялся межклановым союзом.
Однако коалиция ФРЕТИЛИН—УДТ быстро распалась. В августе 1975 года УДТ, опираясь на полицию, захватил власть в Дили. Многие активисты ФРЕТИЛИН подверглись репрессиям. Однако ФРЕТИЛИН при поддержке военных гарнизонов нанёс контрудар. В вооружённом столкновении УДТ потерпел поражение. Лидеры и активисты ушли в подполье либо бежали в Индонезию. Дабы избежать установления в независимом государстве однопартийного марксистского режима ФРЕТИЛИН, председатель УДТ Лопеш да Круш повёл переговоры с индонезийскими военными и вступил в альянс с АПОДЕТИ.

## При индонезийской оккупации

### Декларация Балибо
28 ноября 1975 года ФРЕТИЛИН провозгласил независимость Народно-Демократической Республики Восточный Тимор. Через день лидеры АПОДЕТИ и УДТ приняли Декларацию Балибо о присоединении Восточного Тимора к Индонезии. Документ именуется по названию восточнотиморской деревни Балибо, в которой, по официальной версии состоялось его подписание. Однако в реальности авторы находились на индонезийской военной базе на острове Бали. Поэтому сторонники независимости называют декларацию «балийской».

Португальский Тимор интегрируется в Индонезию. Интеграция является самым сильным выражением чувств народа Португальского Тимора. Призываем правительство и народ Индонезии принять необходимые меры для защиты жизни тех, кто считает себя частью индонезийской нации и с молчаливого согласия правительства Португалии подвергается террору фашистов ФРЕТИЛИН.

Декларация Балибо

От УДТ декларацию подписали Франсишку Шавьер Лопеш да Круш и Домингуш Оливейра, от АПОДЕТИ — Гильерме Гонсалвиш и Алешандрину Борромеу. К ним присоединились Жоау Мартинш от монархической конфедерации племенных вождей и Домингуш Перейра от Партии труда.

### Положение при оккупационном режиме
7 декабря 1975 началось массированное вторжение индонезийских войск в Восточный Тимор. Вооружённые формирования УДТ и АПОДЕТИ активно поддержали индонезийцев. Сопротивление ФРЕТИЛИН было подавлено. Установился режим индонезийской оккупации. Временное правительство возглавил председатель АПОДЕТИ Арналду душ Рейш Араужо.
17 июля 1976 года Восточный Тимор был объявлен 27-й провинцией Индонезии. Председатель УДТ Лопеш да Круз был автором обращения к президенту Индонезии Сухарто с просьбой принять данное решение без референдума. Первым губернатором провинции стал Араужо, его заместителем — Лопеш да Круш.
В системе оккупационных властей УДТ занимал подчинённое положение. Восточнотиморская губернаторская администрация формировалась в основном из представителей АПОДЕТИ (хотя УДТ был популярнее среди населения). Реальное управление осуществлялось индонезийскими военными.
Франсишку Лопеш да Круш был вице-губернатором Восточного Тимора, советником президента Сухарто по восточнотиморским вопросам, потом индонезийским дипломатом. Функционер Голкар Мариу Каррашсалан в 1983—1992 был губернатором Восточного Тимора — единственный представитель УДТ на этом посту (трое других — Араужо, Гонсалвиш, Озориу Суареш — состояли в АПОДЕТИ).
Мануэл Каррашсалан и Мойшеш да Кошта Амарал резко выступали против индонезийской оккупации и сблизились с ФРЕТИЛИН. Активным сторонником независимости стал и Жоау Каррашсалан.

## В независимом Восточном Тиморе

### Руководство и программа
В мае 1998 года произошла смена режима в Индонезии. Под давлением массовых протестов ушёл в отставку президент Сухарто. Новое правительство Хабиби пошло на политическую либерализацию и согласилось на самоопределение Восточного Тимора.
На референдуме 30 августа 1999 значительная большинство избирателей высказалось против пребывания Восточного Тимора в составе Индонезии, даже при широкой автономии. Видным активистом движения за независимость являлся Мануэл Каррашсалан.
Проиндонезийские организации применили насилие против сторонников независимости. 17 апреля 1999 боевики милиции Aitarak Эурику Гутерриша напали на дом Мануэла Каррашсалан и убили 12 человек. Сам Мануэл Каррашсалан остался жив по случайности.
20 мая 2002 года была провозглашена независимость Восточного Тимора. Правительство сформировала партия ФРЕТИЛИН, к тому времени эволюционировавшая к социал-демократии.
В независимом Тимор-Леште партию УДТ возглавил Жуан Каррашсалан. После его кончины в 2012 году (Мануэл Каррашсалан умер в 2009, Мариу Каррашсалан — в 2017) председателем УДТ является Жилман Эспозиту душ Сантуш. Франсишку Шавьер Лопеш да Круш проживает в Индонезии и отошёл от восточнотиморской политики.
Основные программные принципы современного УДТ: независимость и суверенитет Восточного Тимора, демократия и социальная справедливость, соблюдение Всеобщей декларации прав человека.

### Электоральные результаты
В политике Восточного Тимора доминируют левые силы, консервативный УДТ не пользуется популярностью в массах. На парламентских выборах 2001 года партия получила менее 2,4 % голосов — 2 мандата из 88. На выборах 2007, 2012, 2017 УДТ не смог пройти в парламент. Выше 1—2 % поддержка не поднималась. В 2007 году Жуан Каррашсалан баллотировался в президенты, но собрал лишь 1,7 % голосов.
Узость собственной электоральной базы побуждает УДТ блокироваться на ситуативной основе, присоединяться к крупным коалициям. На президентских выборах 2012 председатель УДТ Жилман душ Сантуш поддержал кандидатуру Таур Матан Руака, бывшего боевика ФРЕТИЛИН.

## Символика
Эмблема УДТ — тиморская корона-кайбаук на сине-жёлтом фоне, увенчанная изображениями двух тиморских домов и четырёх звёзд. На партийном флаге справа от эмблемы расположены зелёная, белая и красная полосы.
Первоначальный девиз УДТ: Mate Bandera Hum; на языке тетум: Под сенью португальского знамени.
Франсишку Шавьер Лопеш да Круш, проживающий в Джакарте, хранит как реликвию последний португальский флаг Восточного Тимора — спущенный в Дили 28 ноября 1975 года, перевезённый активистами УДТ на Атауро и развевавшийся там до индонезийского вторжения 7 декабря.